# Želivka (usedlost)
Želivka je usedlost v Praze 6-Vokovicích v Šáreckém údolí východně od Čertova mlýna.

## Historie
Dvůr založený již ve středověku byl v držení premonstrátů ze Strahova a jméno dostal pravděpodobně podle kláštera v Želivu.
Dochované budovy patrová obytná a přízemní hospodářská byly stavebně upravovány v 19. století a po roce 2000 rekonstruovány.